# Llano-Florez
Llano-Florez ou François Augustin Célestin Carrera, né le 11 août 1889 à Marseille et décédé dans le 6e arrondissement de Paris le 17 juillet 1957, est un peintre et illustrateur de mode français.

## Biographie
François Carrera est le fils d' Augustin Carrera (1844-1917), cordonnier à Barcelone, et de Pilar Llano-Florez (1849-1896). Il est le frère cadet du peintre Augustin Carrera dont l'activité artistique s'exerce à Marseille et Paris. Pour ne pas être confondu avec ce dernier, François Carrera signera ses œuvres du nom de famille de sa mère, Llano-Florez. A Paris il est l'élève du peintre et illustrateur Fernand Cormon. En 1912, il obtient le prix Brizard. Il se marie à Paris le 6 juillet 1914 avec Robertine Henriette Marie Grégoire (1877-1971). Les témoins à ce mariage sont notamment son frère Augustin Carrera et un ami de ce dernier, Albert Sarraut, gouverneur général de L'Indochine française. Il devient peintre officiel de la Marine en 1923.

## Œuvre

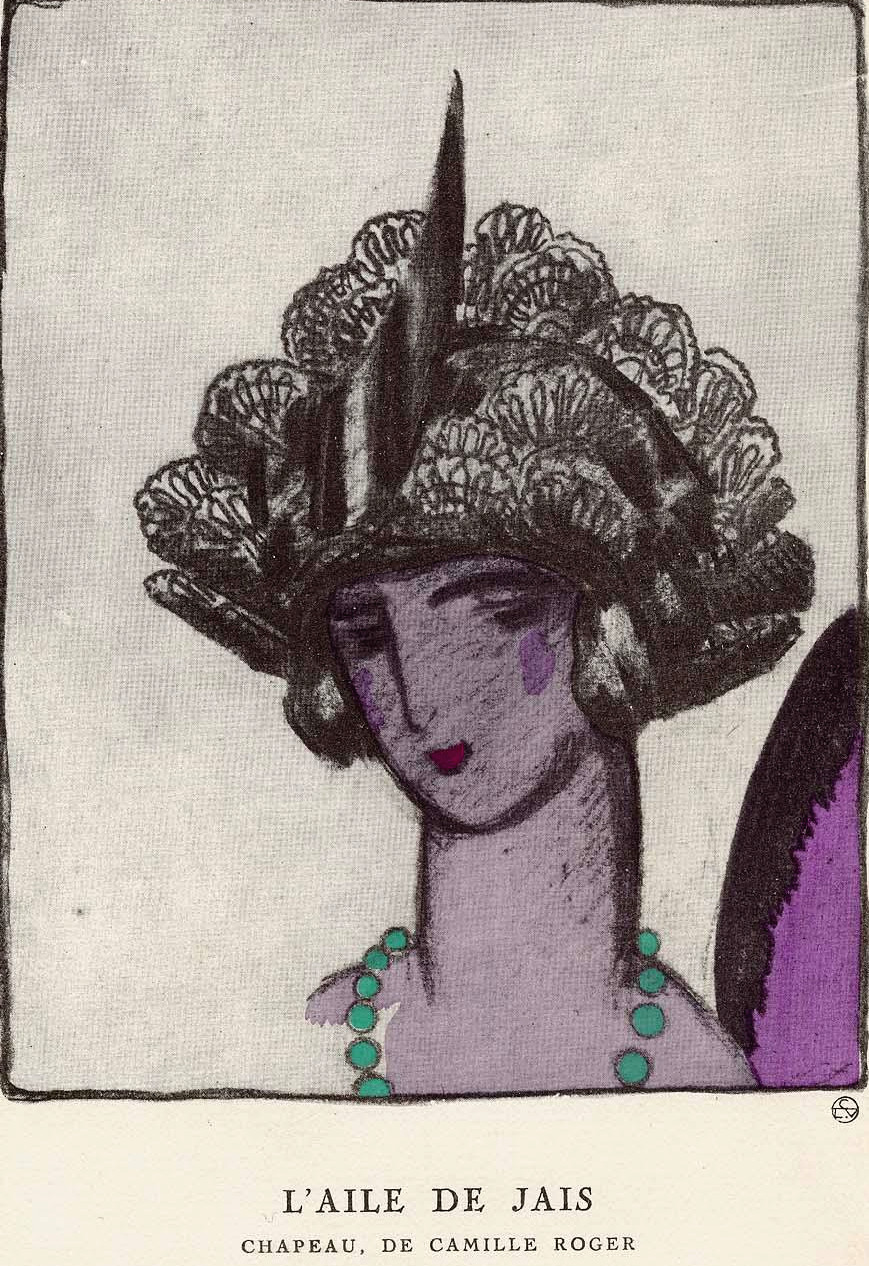
Gazette du bon ton : « L'aile de Jais »

### Illustrations de revues
Il publie ses œuvres dans divers périodiques parisiens comme la Gazette du bon ton, Les Feuillets d'art, Le Goût du jour.

### Illustrations de livres
François Carrera illustre quelques livres dont :
- Georges Duhamel, Élégie du mois de février, Paris, Picart, 1919.
- Robert de Montesquiou, Les quarante bergères : portraits satiriques en vers inédits, Paris, Librairie de France, 1925 (lire en ligne).
- Anatole France, Histoire comique, Paris, Librairie de France, 1926, 248 p..